# Bredenhorst
De havezate Bredenhorst stond bij het Nederlandse dorp Heino, provincie Overijssel. Van de 14e-eeuwse havezate is alleen de voormalige huisplaats nog in het landschap herkenbaar.

## Geschiedenis
In 1382 werd Herman van Voorst door de Utrechtse bisschop beleend met het huis te Bredenhorst. In ruil daarvoor moest Herman het tot een open huis verklaren voor de bisschop. Nadat Herman was overleden werd in 1409 zijn broer Johan met Bredenhorst beleend. In 1417 volgde een belening aan Agnes van Voorst, de dochter van Johan.

### Van Rechteren
Na een belening in 1423 aan Herman van Voorst van Rechteren, opgevolgd door Hendrik Borre van Amerongen, kocht Frederik van Heeckeren van Rechteren in 1425 het huis Bredenhorst en enkele goederen. Frederik was sinds 1411 lid van de Sallandse ridderschap en werd rond 1420 drost van Coevorden en Drenthe. Dankzij zijn huwelijk met Cunegonda van Polanen kreeg hij het kasteel Keppel in bezit, hetgeen hem tevens toegang verschafte tot de Zutphense ridderschap. In 1457 gaf hij Bredenhorst uit als achterleen aan Alef van Haren, die met Fredericks zuster Sophia was getrouwd. Alef van Haren gebruikte de Bredenhorst als onderpand voor een schuldbekentenis. Opmerkelijk is dat Derk Borre van Amerongen in 1486 en 1498 nog als leenman van de bisschop werd vermeld.
In 1486 werd een proces gevoerd over de Bredenhorst. De gezusters Margaretha en Diderika van Haren bewoonden destijds het huis, en Diderika’s zonen Engelbert en Roelof zagen het huis als hun bezit. De broers Johan, Alof en Zeger van Rechteren betwisten deze gang van zaken en ontruimden het huis. Omdat dit kennelijk niet zonder slag of stoot verliep, dienden de twee zussen een klacht in bij de schout van Zwolle over de opgelopen blauwe plekken. De drie broers kregen echter gelijk en behielden de Bredenhorst.
In 1520 was het huis in eigendom van Zeger van Rechteren en zijn vrouw Mechteld. Zij stierven kinderloos en Hendrik van Rechteren beleende in 1531 daarom zijn eigen broer, die eveneens Zeger heette. Ook deze Zeger overleed zonder kinderen na te laten en Adolf van Rechteren, de toenmalige heer van Rechteren, voegde Bredenhorst aan zijn bezittingen toe.
In de eerste helft van de 17e eeuw werd het huis bewoond door Margaretha van Munster, weduwe van Adolfs broer. Zij hertrouwde met een kapitein in Spaanse dienst, waardoor de familiebanden werden verbroken. De laatste eigenaar uit de familie Van Rechteren was Zeger van Rechteren tot Almelo, die in 1653 de Bredenhorst losmaakte uit het leenverband en verkocht aan Simon van Haersolte tot Swaluwenborg.

### Van Haersolte
Simon van Haersolte was in 1651 getrouwd met Adriana Josina Bentinck. Hij was ritmeester en bekleedde bij zijn dood in 1673 de rang van kolonel. Dankzij de aankoop van de Bredenhorst was Simon ook lid geworden van de ridderschap. Zijn zoon Swier volgde hem op als eigenaar van de havezate en werd in 1679 dankzij dit bezit verschreven voor de landdag. Swier overleed echter datzelfde jaar nog en zijn bezit kwam toe aan broer Willem en zus Johanna. Beiden werden in 1686 met de Bredenhorst beleend. Toen Willem stierf, bleef Johanna als enige eigenaar over. Zij droeg de havezate in 1707 over aan haar zoon Willem van Haersolte tot Elsen, maar die gaf in 1711 de havezate weer terug waarna deze in bezit kwam van zijn broer Anthony Swier van Haersolte.
In 1715 werd Anthony Swier daadwerkelijk met de havezate beleend. Dit gaf hem toegang tot de ridderschap van Overijssel. Vijf jaar later huwde hij Coenradina Wilhelmina van Dedem. In 1730 erfde hij van zijn broer Willem de havezate Elsen. Daarnaast bezat Anthony Swier ook nog het huis Staverden en de Zwaluwenborg. Hij liet al deze bezittingen in 1733 na aan zijn minderjarige zoon Coenraad Willem. Weduwe Coenradina ging nu op de Bredenhorst wonen.

### Muntz en Van der Capellen
In 1759 volgde een verkoop van het goed aan Catharina Muntz. Tien jaar later verkocht ze het aan de patriot Johan Derk van der Capellen, die de havezate nodig had om lid te kunnen worden van de Staten van Overijssel. Hij had echter geen geld, dus het werd een schijntransactie waarbij Van der Capellen op papier eigenaar zou worden en Catharina het recht kreeg om de havezate weer terug te kopen. In 1772 kwam Van der Capellen in de Staten terecht, maar niet vanwege de Bredenhorst, want zijn trucje was reeds doorzien. Catharina maakte in 1775 gebruik van haar terugkooprecht en kreeg de Bredenhorst officieel weer in eigendom. Overigens was zij sinds de ‘verkoop’ in 1769 gewoon op de havezate blijven wonen, in tegenstelling tot Van der Capellen, die de havezate nooit bewoond heeft.

### Afbraak
Door verkoop en huwelijk kwam de Bredenhorst eind 18e eeuw in bezit van de familie Sloet. Coenraad Sloet liet begin 19e eeuw de vervallen, waarschijnlijk zelfs ruïneuze havezate afbreken. Alleen de boerderij bleef behouden.
Samuelle Sloet erfde in 1850 de Bredenhorst. Ze was getrouwd met Balthasar Rutger Royer en liet de havezate uiteindelijk na aan dochter Coenradine Willemine, echtgenote van Willem Diderik Coninck Liefsting. Coenradine overleed in 1903 en Willem in 1912, waarna de erfgenamen het goed verkochten aan de landbouwer Herm Jan Snel. Het goed viel in 1924 in twee delen uiteen en drie jaar later werden de grachten gedempt en het terrein herverkaveld.

## Beschrijving
De omgrachte havezate Bredenhorst zal in de 14e eeuw zijn gebouwd. Volgens een melding uit de 16e eeuw beschikte het huis over een eigen kapel.
In de 17e eeuw raakte het huis in verval. Uit het haardstedengeld van 1682 bleek dat er nog slechts één haard aanwezig was, terwijl er zeven jaar eerder nog twee waren. In 1733-1734 werd de Bredenhorst vermoedelijk verbouwd omdat Coenradina van Dedem, weduwe van Anthony Swier van Haersolte, er ging wonen.
Eind 18e eeuw was de havezate dermate vervallen geraakt, dat de familie Sloet het huis begin 19e eeuw liet afbreken. 
Ahnem · Den Alerdinck · Arendshorst · Arkelstein · Averbergen · Beerze · Den Berg · Bergentheim · Blankena · Borgele · Boskamp · Boxbergen · Bredenhorst · Buckhorst · Campherbeek · Collendoorn · Den Dam · Dieze · Dingshof · Den Doorn · Hof te Dorth · Eerde · Egede · De Gelder · Gerner · Glinthuis · Gramsbergen · De Groote Scheere · De Grote Weede · De Haere · Haerst · Hagenvoorde · Heemse · Herxen · Hoenlo · Hofstede · 't Hogeholt · Hogenhof · 't Hoogehuis · Junne · Kranenburg · Krijtenberg · De Kuile · Het Laar · Langeveldslo · Leemcule · Luttenberg · Melenhorst · Mennigjeshave · Nijenhuis · Oosterveen · Den Ordel · De Pol · Pothof · Rande · Rechteren · Het Reelaer · Rhaan · Rollecate · Rutenberg · Schoonheten · Schuilenburg · Vechterweerd · Velner · Venebrugge · Verborg · Voorst · Vrieswijk · Werkeren · Westerveld · Windesheim · Wittenstein · Wolfshagen · Zuthem
Den Aalshorst · Den Alerdinck · Huis Almelo · Arkelstein · Averbergen · Azoelen · Backenhagen · Bellinckhof · Den Berg · Huis Bergentheim · Beugelskamp · Beverfeurde · Blankena · Hof te Boekelo · Borgbeuningen · Havezate Boskamp · Boxbergen · Havezate Brecklenkamp · Bredenhorst · Buckhorst · Campherbeek · Colckhof · Den Dam · Huis Diepenheim · Dingshof · Dubbelink · Kasteel Eerde · Egede · Havezate Elsen · Everlo · Landgoed Frieswijk · Glinthuis · Huis Gramsbergen · Grimberg · Grotenhuis · De Haere · Haerst · Hagmeule · Slot Hardenberg · Huis Heeckeren · Huis Hengelo · Herxen · Hofstede · Hogenhof · Hondeborg · Katenhorst · Kevelham · Kranenburg · De Kuile · Het Laar · Leemcule · Luttenberg · Mataram · Mennigjeshave · Nijenhuis (Diepenheim) · Nijenhuis (Olst-Wijhe) · Oldemeule · Olidam · Oosterhof · Huis te Ootmarsum · Den Ordel · Pekkedam · Pothof · Rande · Kasteel Rechteren · Het Reelaer · Rhaan · Rutenberg · Huis Saasveld · Havezate Schoonheten · Havezate Schuilenburg · Singraven · Stoevelaar · Kasteel Toutenburg · Twickel · Vechterweerd · Venebrugge · Kasteel Voorst · Warmelo · Wegdam · Weldam · Weleveld · Huis Werkeren · Westerflier · Wittenstein · Zuthem